# Palazzetto Pisani

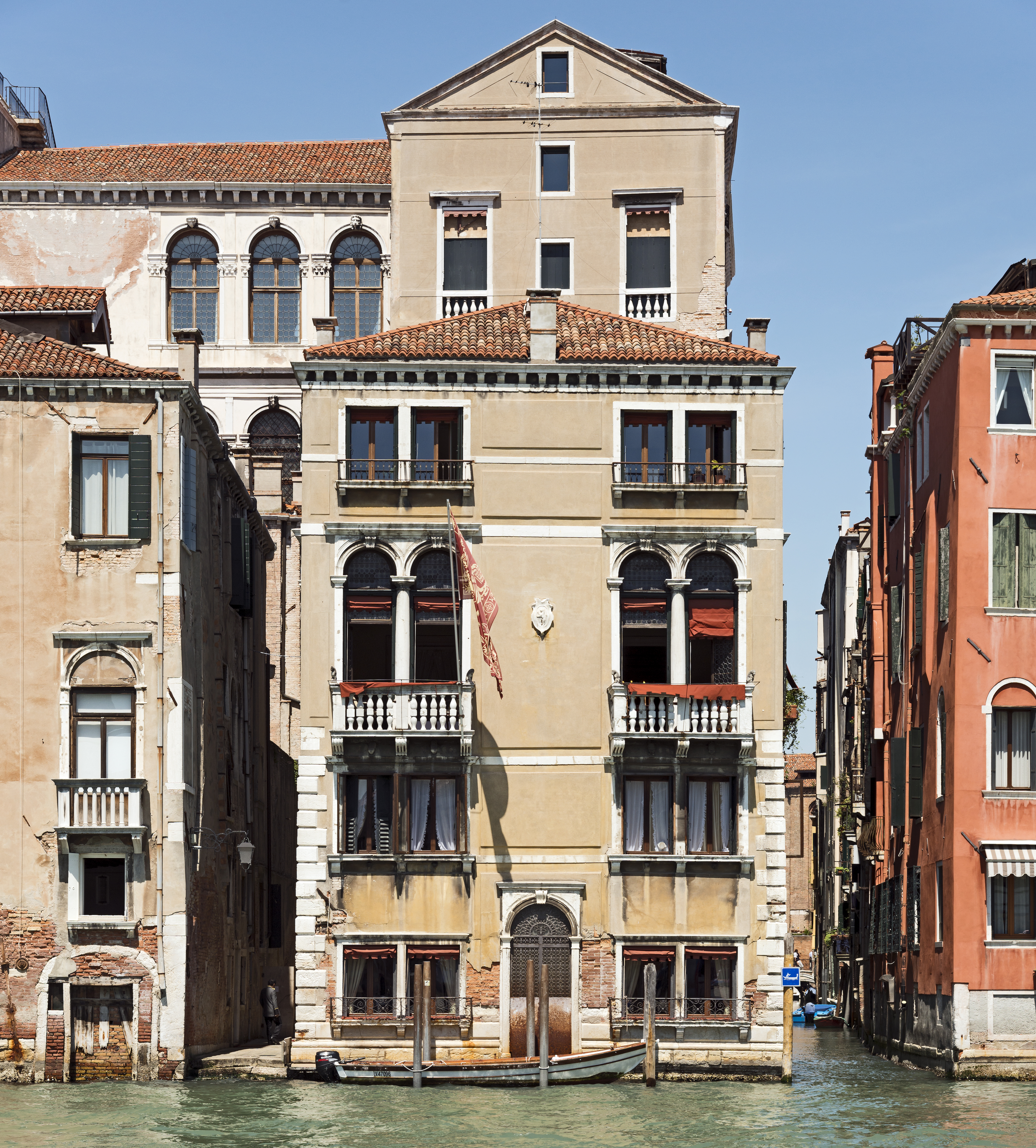
Hauptfassade des Palazzetto Pisani

Palazzetto Pisani ist ein Palast in Venedig in der italienischen Region Venetien. Er liegt im Sestiere San Marco mit Blick auf den Canal Grande zwischen dem Palazzo Benzon Foscolo und dem Ca‘ Succi. Er findet sich in der Nähe des Ponte dell’Accademia, wo der Rio del Santissimo in den Canal Grande mündet.

## Geschichte
Andrea Pisani („de jure“ Almorò 1° Alvise Andrea) kaufte den Palast 1751 vom Marchese Giovanni Poleni, Physiker, Mathematiker und Astronom an der Universität Padua, letztlich, um der Familie Pisani – auch Eigentümer des großartigen Palazzo Pisani a Santo Stefano, der um 1615 erbaut wurde – zu ermöglichen, sich am Canal Grande anzusiedeln. Bei dieser Gelegenheit wurde die Mauer abgerissen, die beide Anwesen trennte und die beiden Paläste wurden vereinigt, aber diese Konstellation überdauerte nur wenige Jahre. Bereits 1816 kaufte der Fürst von Genua das Wohnhaus und 1945 fiel es an den Grafen Leonardo de Lazara, der sich um dessen Wiederherstellung kümmerte.

## Beschreibung
Es handelt sich um einen Palast in traditioneller Form und hervorstechender Eleganz, ein Vorposten des imposanten Palazzo Pisani a San Stefano, mit dem er verbunden ist. Seine Fassade weist auf eine Bauzeit Ende des 16. oder Anfang des 17. Jahrhunderts hin. Die Fassade, die sich über vier Stockwerke erstreckt – Erdgeschoss und Hauptgeschoss zwischen zwei Mezzaningeschossen –, zeichnet sich durch Paare von Doppelfenstern aus, einem Schema, das man auch am Ca’ Bernardo findet. Charakteristische Elemente sind auch ein Wappen, Geschosstrennungen in istrischem Kalkstein und ein Steinportal, das aber nur zur Zier dient. Der Eingang zum Palast befindet sich nicht an der Hauptwasserstraße der Stadt, sondern vielmehr an der Calle del Portico Pisani.